# Fred Luz
Frederico Derzie Luz (Rio de Janeiro, 22 de julho de 1953) é um engenheiro, executivo, empreendedor e político brasileiro filiado ao Partido Novo (NOVO). Atualmente é o Diretor-executivo (CEO) do Corinthians. 
Foi diretor-executivo (CEO) do Flamengo de 2014 a 2018, e diretor comercial das Lojas Americanas.

## Biografia
Formado em Engenharia de Produção na Pontifícia Universidade Católica do Rio de Janeiro (PUC-Rio), chegou ao Clube de Regatas do Flamengo em 2013, no início da gestão de Eduardo Bandeira de Mello, e atuou como diretor de Marketing até ser promovido a CEO em 2014. Sob sua liderança no corpo executivo profissional, o Flamengo modernizou processos de gestão, consolidou seu programa de sócio-torcedor, conduziu as negociações para renovação de contrato de televisionamento dos jogos do Flamengo, criou o Centro de Excelência em Performance do Futebol (CEP FLA), fechou parcerias fundamentais para o futebol, como as com a Double Pass e a Exxos, e realizou obras importantes na Gávea e no Centro de Treinamento George Helal.
Fred é sócio da holding Inbrands, que reúne marcas como Richards, Salinas, Ellus e VR, e chamou atenção do grupo que venceu as eleições rubro-negras de 2013 pela habilidade com negócios.
Em maio de 2018, deixou o cargo de CEO do Flamengo para assumir a campanha presidencial de João Amoêdo do Partido NOVO. Em novembro de 2019, foi anunciado como aprovado no processo seletivo da sigla à Prefeitura do Rio de Janeiro. 
No dia 03 de Julho de 2024, foi apresentado no CT Joaquim Grava como sendo o primeiro CEO do Corinthians, no mandato do presidente Augusto Melo.
Em 18 de junho de 2020, Fred Luz foi acusado de recorrer a técnicas obsoletas para aumentar o número de seguidores em sua conta no Instagram. Em um levantamento feito pelo Noticiário Carioca a respeito dos seguidores do pré-candidato, foram encontradas, em meio aos, à época, 20 mil seguidores, 14 mil contas inativas ou provenientes de outros países, a maioria da Índia.